# Earl Van Dyke
Earl Van Dyke (* 8. Juli 1930 in Detroit, Michigan; † 18. September 1992 ebenda) war ein amerikanischer Pianist und Multi-Instrumentalist, der als Bandleader der Funk Brothers des Independent-Labels Motown Records bekannt wurde.

## Werdegang

### Erste Anfänge
Earl Van Dyke begann seine Klavierausbildung bereits 1938 und schloss diese 1944 ab. Später studierte er am Musikkonservatorium „Detroit Conservatory of Music“. Er spielte nicht nur Piano und Orgel, sondern auch am Wurlitzer Electric Piano, die Fender Rhodes und Harpsichord. Er erwarb schließlich einen Master in Musik in New York. Earl Van Dyke arbeitete danach in den Ford-Werken der Stadt Detroit. Als Nebenjob spielte er mit Barry Harris, Tommy Flanagan, Roland Hanna oder Hank Jones in den Jazzclubs der Stadt. 1956 kam er zur Band von Jazzgitarrist Emmett Sleigh. Während seiner Armeezeit erkrankte er an Tuberkulose und verbrachte im Anschluss über zwei Jahre im Krankenhaus. Während einer Tournee mit Lloyd Price traf er 1959 zufällig Bassgitarrist James Jamerson in Rockville/New York, der sich mit Jackie Wilson auf Tournee befand. Wilson nahm zu jener Zeit einige erfolgreiche Platten auf, die teilweise von Berry Gordy jr. verfasst wurden. Gordy hatte gerade am 12. Januar 1959 das eigene Plattenlabel Tamla Records gegründet und suchte nach Studiomusikern. Doch Van Dyke zog es zunächst vor, an Jazzaufnahmen mit seiner Hammond-Orgel (B3) teilzunehmen. So entstanden 4 Titel für Ike Quebec (aufgenommen am 5. Februar 1962) und ein Dutzend Titel für das Fred Jackson Sextet (5. Februar 1962 und 9. April 1962), allesamt bei Blue Note Records erschienen.

### Sessionmusiker bei Motown Records
Erst Ende 1962 entschied sich Van Dyke, für Motown zu arbeiten. Schnell wurde sein kraftvolles und leidenschaftliches Spiel (das so genannte „gorilla piano“) integraler Bestandteil des Motown-Sounds. Er gehörte zu den Funk Brothers – einer inoffiziellen Bezeichnung für die Studiomusiker bei Motown – unter der Leitung von Pianist Joe Hunter. Dieser arbeitete seit Beginn im Jahr 1959 für Motown Records, verließ das Plattenlabel jedoch Ende 1963. Anfang 1964 übernahm Van Dyke von Hunter die musikalische Leitung der Funk Brothers, die weitgehend anonym blieben und bis 1971 noch nicht einmal in den Liner Notes der Platten erwähnt wurden. Er spielte eine wichtige Rolle bei der Vermittlung zwischen Produzenten, Komponisten, Arrangeuren und Musikern. Außerdem war ihm meist bekannt, wo die einzelnen Musiker seiner Band aufzufinden waren, wenn sie für Aufnahmen benötigt wurden. Er wirkte bei fast allen wichtigen Hits des Motown-Konzerns mit. Seinen aggressiven Stil (Kosename „The Chunk of Funk“) kann man in Hits wie My Guy (April 1964; Mary Wells), Ain’t Too Proud To Beg (Mai 1966; Temptations) oder For Once In My Life (November 1968; Stevie Wonder, hier Harpsichord) hören. Er wirkte an zahlreichen großen Millionensellern wie Where Did Our Love Go (Juli 1964) oder Baby Love (Oktober 1964; Supremes) oder Reach Out I’ll be There (September 1966; Four Tops) mit. Fast 10 Jahre war van Dyke der musikalische Leiter der Funk Brothers.

## Ende bei Motown Records
Im Juni 1972 wechselte der Motown-Konzern von Detroit nach Los Angeles. Das hatte auch künstlerische Folgen, denn Bandleader Van Dyke blieb zunächst in Detroit, und die Funk Brothers brachen auseinander. Van Dyke wurde musikalischer Leiter von Freda Payne und danach Musiker in der Haus-Band des Hyatt Regency in Dearborn, wo er u. a. Sammy Davis junior, Vic Damone oder Mel Tormé bei deren Gastauftritten begleitete. Schließlich wechselte er in den Schuldienst und unterrichtete Musik an der Osborne High School von Detroit.
Auf Wunsch von Berry Gordy kam er 1976 nach Los Angeles und begleitete mit den Funk Brothers die Four Tops auf deren LP Catfish (Oktober 1976), ging jedoch 1981 zurück nach Detroit und zog sich sukzessive aus dem Musikgeschäft zurück. Er starb 1992 an Prostata-Krebs. Seine Funk Brothers sind auf 22 Tophits in der Pophitparade und 48 Tophits der R&B-Charts und mindestens 300 Millionen Platten zu hören.